# Serena Isabel Achá
Serena Isabel Achá Macias (La Paz, 8 de noviembre de 1986) es una naturalista, y botánica boliviana. Desarrolla actividades académicas en el Herbario Nacional de Bolivia. Participa en el "Proyecto Inventario florístico de la región del Madidi y del parque nacional Madidi", habiendo investigado el "Prunus en Bolivia: Novedades en la sistemática del género".

## Algunas publicaciones
- carmen Ulloa, serena i. Achá. 2010. "Meriania horrida (Melastomataceae), una Especie Nueva de Bolivia". Novon 20(3):371-375 doi 10.3417/2009056